# Präfektur Fomboni
Fomboni ist eine der drei Präfekturen auf der autonomen Insel Mohéli der Komoren.

## Name
Die Präfektur Fomboni ist nach der Hauptstadt der Präfektur Fomboni benannt. Fomboni ist die einzige Stadt der Insel und deren Zentrum.

## Flora
Der Boden ist vulkanischen Ursprungs und somit fruchtbar. Zudem gibt es im Inneren und im Südteil der Präfektur mehrere Süßwasserquellen und Flüsse. Gerade dort wächst tropischer Regenwald in den höheren Lagen. Es wird in den meisten übrigen Gebieten von der Bevölkerung Landwirtschaft betrieben. Auch der Ylang-Ylang-Baum wächst hier.

## Geografie
Die Präfektur Fomboni liegt nordöstlich und westlich der bis zu 70 m hohen Hügelkette im Zentrum Mohélis. Im Süden der Insel befindet sich mit dem Mzé Koukoulé der höchste Berg Mohélis. Das Innere der Präfektur ist somit von Tälern, Hügeln und Bergen geprägt. Hier liegt auch das Tal Mihogoni, an dessen Westende der ebenfalls hohe Berg Ouongobabounou zu finden ist. An der Westküste befindet sich die Klippe Djirani. An der Nordküste münden die vier größeren Flüsse Nkouahini, Mro Oualembini, Mouhoudzoundzou und Mro oua Bouéni in den Indischen Ozean.

### Inseln
Fomboni liegt nahezu ausschließlich auf Mohéli, jedoch gehören auch einige vorgelagerte Inseln zur Präfektur. An der Westküste liegt die über einen schmalen Isthmus verbundene Insel Damou und die Inseln Île Avourina, Chissioua Bouélachamba und Roches Chiconi.

## Geschichte

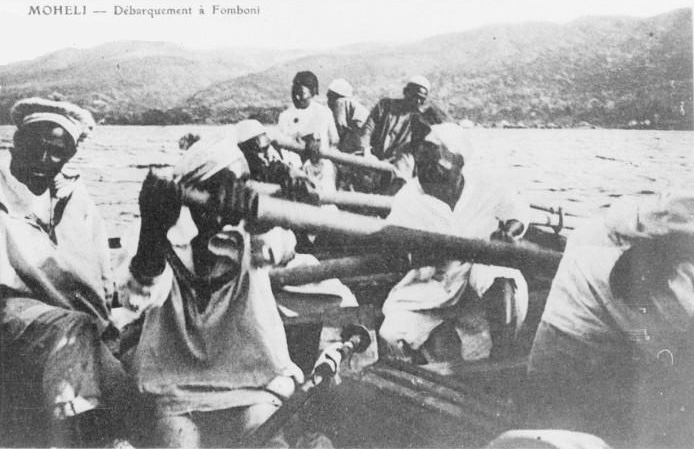
Ankunft per Boot in Fomboni vor 1928

→ ältere Geschichte der Insel: siehe Mohéli
Die Präfektur Fomboni entstand am 28. Juli 2011 durch eine Verwaltungsreform in Form von Gesetzen zur Dezentralisierung (französisch Les lois de décentralisation), da vorher keine klaren Verwaltungsebenen unterhalb der Ebene der autonomen Inseln (in dem Fall Mohéli) existierten.

## Bevölkerung
Die Einwohner sprechen im Alltag Komorisch, Französisch dient vor allem als Sprache für öffentliche Bereiche (zum Beispiel Gesetze). Nahezu alle Einwohner bekennen sich zum sunnitischen Islam. Es gibt in Fomboni die Große Moschee von Fomboni. Die Bevölkerung lebt Großteils von Subsistenzwirtschaft und betreibt Landwirtschaft.

## Verwaltungsgliederung
In der Präfektur Fomboni bestehen insgesamt drei Gemeinden, eine davon ist eine Stadtgemeinde, in der es nicht mehrere Dörfer gibt.
| Gemeinde     | Dörfer                           |
| ------------ | -------------------------------- |
| Fomboni      | Stadtgemeinde                    |
| Moimbassa    | M'Batsé, Hoani, Domoni           |
| Moili Mdjini | Boingoma, Bandaressalame, Djoezi |

## Verkehr

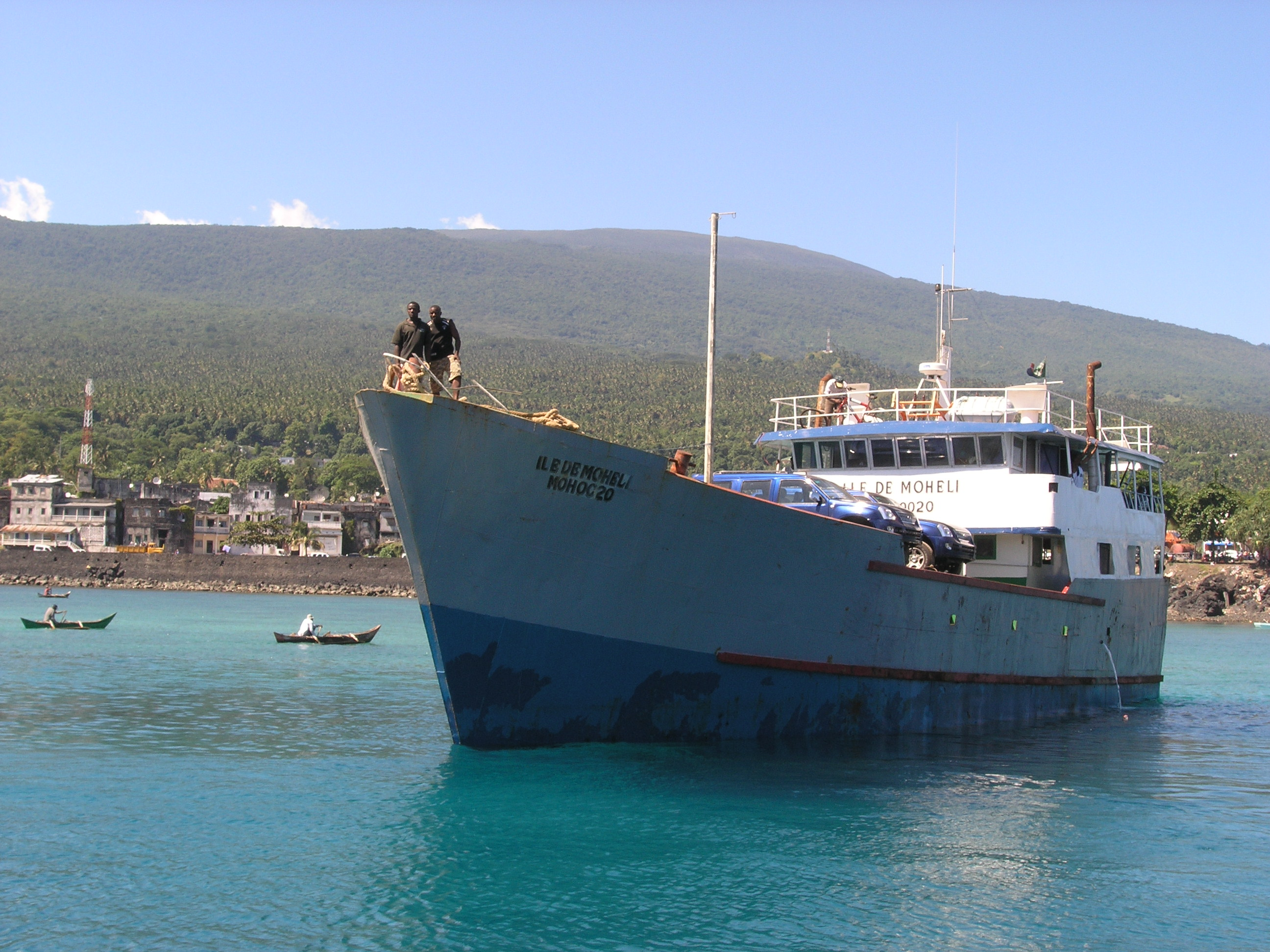
Ein Schiff transportiert Autos

In der Präfektur Fomboni befindet sich mit dem Flughafen Mohéli-Bandar Es Eslam der einzige Flughafen auf der Insel Mohéli und einer der vier Flughäfen auf den Komoren. Der Flughafen Mohéli-Bandar Es Eslam befindet sich nahe dem Dorf Bandaressalame (auch Bandar Es Eslam) in der Gemeinde Moili Mdjini.
In der Präfektur gibt es nur wenige Straßen, einige Dörfer sind nahezu unerschlossen. Jedoch ist die Präfektur Fomboni die einzige Präfektur, in der es mit der Straße von Fomboni nach Domoni die einzige größere Verbindungsstraße auf Mohéli gibt.
Im Südosten der Hauptstadt Fomboni existiert ein kleiner Hafen mit einem Pier. Er ist der größte Hafen der Insel und liegt zwischen Fomboni und dem Flughafen Mohéli-Bandar Es Eslam. 